# ساونا

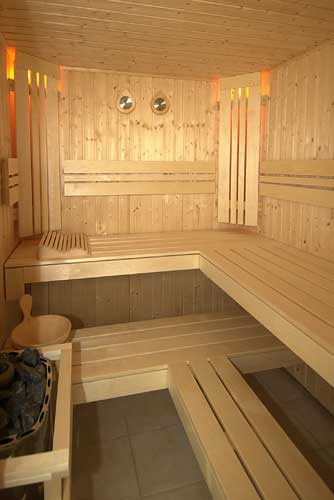
داخل السَّوْنة

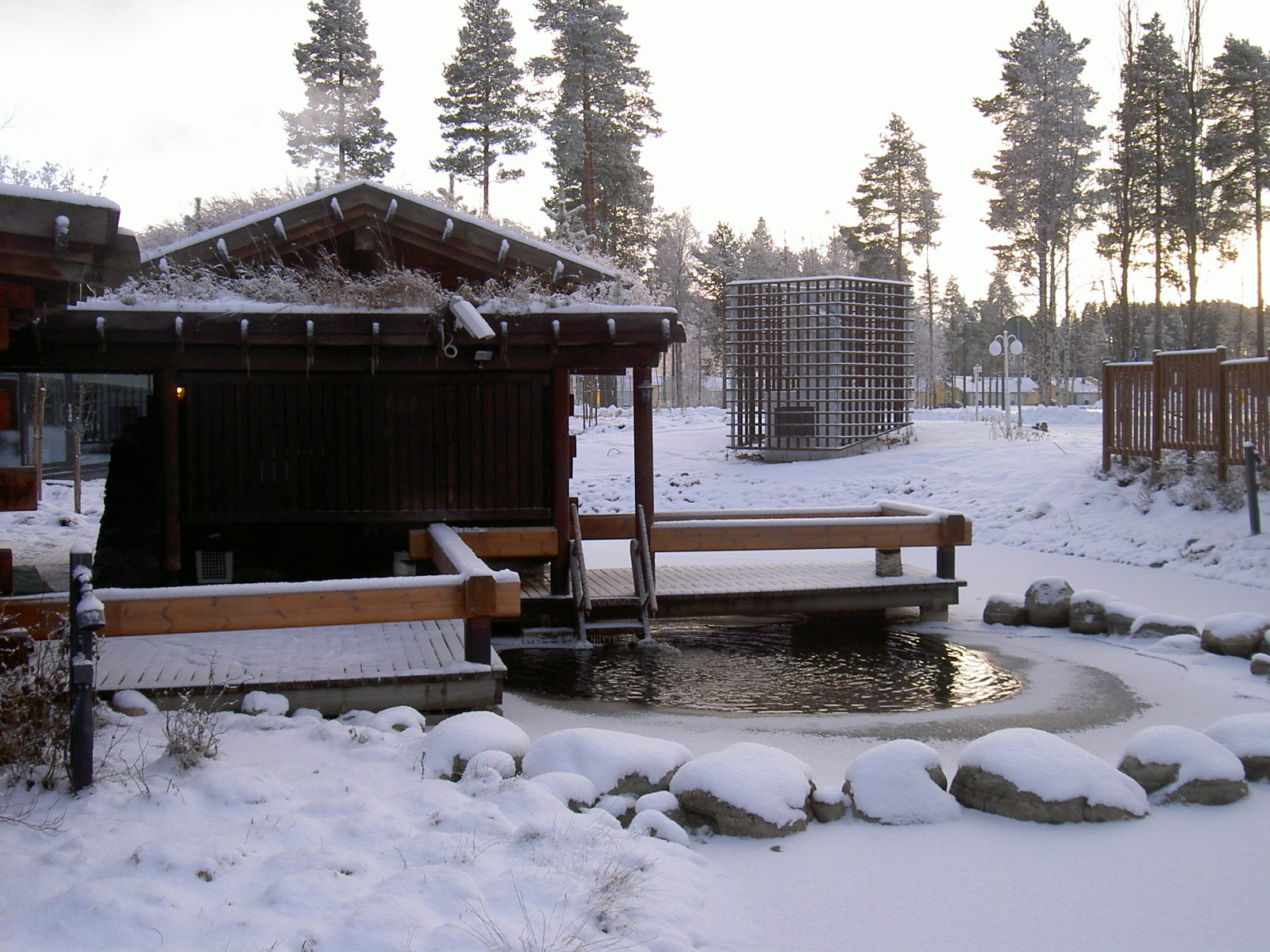
فتحة في الجليد بجانب السونة في فوكاتي.

السَّوْنة أو السَّوْنا أو الصونا (نقحرة: ساونا) هي غرفة صغيرة أو بيت صغير مخصص أو مصمم مكانًا ذو حرارة عالية جافة أو رطبة، أو تأسيسًا يحتوي على أحد أو عدة من هذه الأماكن الحارة بالإضافة إلى مميزات أخرى.
أصل كلمة السَّوْنة هو من اللغة الفنلندية "sauna". أحياناً يتم استخدام هذه الكلمة بالعامية للدلالة على البيئة الحارة أو الرطبة بشكل غير طبيعي.
فصل السَّوْنة قد يكون اجتماعي حيث إن المشتركين يجلسون في غرف ذات درجات حرارة قد تصل إلى 80 مئوية وقد يتسامرون أو فقط يستريحون. في وسط الغرفة توجد صينية أو حوض مملوء بالفحم النباتي أو الحجري المتوهج لرفع درجة حرارة الغرفة - وبين الحين والآخر يصب أحد الموجودين الماء على الفحم فيتصاعد منه البخار الذي يملأ الغرفة ويرفع الرطوبة فيها - الفحم لا ينطفئ . تساعد السَّوْنة على الاستراحة وتحفّز على التعرق، كما أنها تزيد مناعة الجسم فلا يتعرض الإنسان كثيرا للإصابة بالإنفلونزا أو البرد. تعمل السَّوْنة على الارتخاء والاستجمام وتلافي الإجهاد الجسمي والفكري.
وهذة الغرف مصنوعة من الخشب ولا ينصح بدخول السَّوْنة لمرضى القلب أو ذووي امراض الرئتين لان البخار والحرارة العالية تؤثر عليهم سلبا.
في فنلندا وفي روسيا وبلاد الشمال مثل النرويج تنشأ السَّوْنة على شاطيء بحر أو نهر . ويخرج في الشتاء على الأخص زائرو السَّوْنة بين الحين والآخر من جو غرفة السَّوْنة الساخن ـ ويقفزون عراة فجأة في مياه البحر الشديدة البرودة . ويسبحون فترة قصيرة أو يغمروا كل جسمهم في الماء البارد، ثم يخرجون من البحر ويمشون حفاة على الجليد الموجود على الشاطيء، ويعودوا ويدخلوا السَّوْنة لقضاء فترة أخرى فيها . هذا يقوي الجسم وينشط جهاز المناعة ويوصل إلى الاسترخاء والراحة النفسية بعد إجهاد.